# طب الجهاز العصبي
طب الجهاز العصبي أو طب الأعصاب (بالإنجليزية: neurology) هو تخصص طبي يُعنى باضطرابات الجهاز العصبي، فطب الجهاز العصبي يتعامل مع تشخيص وعلاج جميع فئات الأمراض التي تتضمن أيّاً من الجهاز العصبي المركزي، الطرفي (الذي يتضمن الجهاز العصبي التلقائي والجسدي)، ويشمل ذلك الأغلفة العصبية، ومصادر الإمداد الدموي لها، والأنسجة المنفذة لها كالعضلات.
طبيب الأعصاب هو طبيب متخصص في طب الجهاز العصبي، وهو مُدرَّب على فحص وتشخيص وعلاج الاضطرابات العصبية، كما يمكن لطبيب الأعصاب أن يشارك أيضا في الأبحاث والتجارب السريرية بجانب الأبحاث المبدئية والأبحاث الانتقالية. وفي حين أن طب الجهاز العصبي ليس تخصصا جراحيا، فإن التخصص الجراحي المناظر له هو جراحة المخ والأعصاب.
يوجد تداخل كبير بين طب الجهاز العصبي وبين الطب النفسي، كون الحدود الفاصلة بين التخصصين والحالات التي يتناولنها مبهمة بشكل ما. في حين أن طب الجهاز العصبي يختلف عن العلوم العصبية التي تدرس وتتعامل مع البنى العصبية والوظائف العصبية والتطور العصبي وعلم الجينات إضافة إلى علم الأمراض العصبي.

## المدى
وصف عدد كبير من الاضطرابات العصبية، التي يمكنها أن تؤثر على الجهاز العصبي المركزي (المتمثل في الدماغ والحبل الشوكي)، والجهاز العصبي الطرفي (المتمثل في الجهاز العصبي التلقائي بشقيه الودي واللاودي، والجهاز العصبي الجسدي) والجهاز العضلي.

## التاريخ
بدأ التخصص الأكاديمي بين القرنين السادس عشر والتاسع عشر بعمل وأبحاث العديد من أطباء المخ والأعصاب مثل توماس ويليس، روبرت ونيت، ماثيو بيلي، تشارلز بيل، موريتس هاينريش رومبيرغ، دوتشين دي بولون، وليام أ. هاموند، وجان مارتن شاركو، وجون هيغلينجز جاكسون.

## المؤهلات
في الولايات المتحدة وكندا، أطباء الأعصاب هم الأطباء الذين أكملوا الدراسات العليا في علم الأعصاب بعد التخرج من كلية الطب. أطباء الأعصاب يكملون، في المتوسط، ما مقدراه 10-13 سنة من التعليم الجامعي والتدريب السريري. هذا التدريب يتضمن أربع سنوات جامعية " undergraduate"، شهادة طبية «.M.D أو.D.O» والذي يشكل بدوره أربع سنوات إضافية من الدراسة، ثم إتمام ثلاثة إلى أربع سنوات كطبيب مقيم «دراسات ما بعد التخرج الطبية الأكلينيكية» في الأعصاب. سنوات الإقامة الأربعة تتكون من سنة واحدة من التدريب بالطب الباطني، متبوعة بثلاث سنوات من التدريب في طب الأعصاب. بعض أطباء الأعصاب يكملون سنة أو سنتين زمالة طبية بعد إتمام برنامج الإقامة في طب الأعصاب. التخصصات الفرعية في هذا المجال تشمل: طب الإصابات الدماغية، الفسيولوجيا العصبية السريرية، الصرع، الطب الملطف للألم (للمرضى المصابين بأمراض غير قابلة للشفاء)، اضطرابات النمو العصبي، الطب العصبي العضلي، طب الألم، طب اضطرابات النوم، والطب الوعائي. عدد من أطباء الأعصاب يكملون تدريبا إضافيا في سنوات الزمالة في حقل معين مثل: الجلطات أو طب الأعصاب الوعائي، طب الأعصاب التدخلي، الصرع، الطب العصبي العضلي، التأهيل العصبي، طب الأعصاب السلوكي، طب النوم، إدارة الالم، علم المناعة العصبية، الفسيولوجيا العصبية، اضطرابات الحركة.
في ألمانيا، يجب إتمام سنة إجبارية من التدريب في الطب النفسي لإكمال التدريب في الطب الأعصاب. في المملكة المتحدة وإيرلتدا، طب الأعصاب هو تخصص دقيق من الطب الباطني. بعد خمس إلى تسع سنوات في كلية الطب وسنة الامتياز (أو سنتين في البرنامج التأسيسي)، يجب أن يجتاز طبيب الأعصاب اختبار العضوية لكلية الأطباء الملكية أو مكافئها الإيرلندي قبل التدريب المتخصص في طب الأعصاب. في جيل سابق، كان يتعين على بعض أطباء الأعصاب أن يقضوا سنتين في وحدات الطب النفسي ونيل شهادة في الطب النفسي. لكن هذا المتطلب أصبح غير شائع، بما أن أبسط مؤهل في الطب النفسي الآن يتطلب ثلاث سنوات؛ فهذا المتطلب لم يعد عمليا. فترة من البحث العلمي ضرورية، والحصول على درجة علمية يساعد في التقدم المهني: العديد وجدوا هذا أسهل بعد الالتحاق بمعهد طب الأعصاب بميدان الملكة في لندن. بعض أطباء الأعصاب يدخلون مجال طب إعادة التأهيل ويتخصصون من ثم في إعادة التأهيل العصبي؛ والذي قد يشمل طب الجلطات الدماغية وإصابات أو حوادث الدماغ.

## الفحص الجسدي السريري
يقوم طبيب المخ الأعصاب خلال الفحص العصبي بمراجعة التاريخ المرضي للمريض، مع اهتمام خاص بالحالة الراهنة، ثم يخضع بعدها المريض للفحص العصبي، وعادة ما يتم فحص الحالة العقلية، وفحص وظائف الأعصاب القحفية (بما في ذلك الرؤية)، وفحص الجهاز العضلى المتصمن لفحص توتر العضلة وقوتها، وتآزرية العضلات، وردود الفعل الانعكاسية والإحساس. حيث تساعد هذه المعلومات طبيب المخ والأعصاب على تحديد ما إذا كانت المشكلة في الجهاز العصبي وتعيين مكانها (إن وجدت)، حيث أن تعيين مكان المرض يُمثل المفتاح الأساسي الذي يُمكن طبيب المخ والأعصاب من تكوين تشخيص تفريقي. كما قد تستلزم الحاجة فحوصات إضافية لتأكيد التشخيص ومن ثم تحديد العلاج والتعامل المناسب مع المرض بالنهاية.

## المهام الإكلينيكية

### عدد الحالات العام
أطباء الأعصاب مسؤولون عن تشخيص، علاج، وإدارة جميع الحالات المرضية المذكورة أعلاه. عندما يكون التدخل الجراحي مطلوبا، على طبيب الأعصاب تحويل المريض إلى جراح عصبي. في بعض الدول، هناك مهام قانونية شرعية إضافية يتعين على طبيب الأعصاب القيام بها مثل تشخيص الوفاة الدماغية عندما يشتبه بوفاة المريض. أطباء الأعصاب يهتمون بالأشخاص المصابين بأمراض وراثية عندما تكون الأعراض العصبية هي سمتها البارزة. عادة ما يُجرى البزل القطني بواسطة أطباء الأعصاب. قد يولد بعض أطباء الأعصاب اهتماما خاصا بحقول فرعية مثل: العته، اضطرابات الحركة، الصداع، الصرع، اضطرابات النوم، علاج الألم المزمن، التصلب اللويحي المتعدد، أو الأمراض العضلية العصبية.

### المجالات المتداخلة
هناك بعض التداخل مع تخصصات أخرى، تتنوع ما بين دولة لأخرى وحتى في منطقة محلية واحدة. إصابة الرأس الحادة غالبا ما تعالج بواسطة جراحي الأعصاب، بينما تعالج تبعات الإصابة بواسطة أطباء الأعصاب أو المتخصصين في طب إعادة التأهيل. تقليديا؛ تعالج حالات الجلطات الدماغية بأطباء الطب الباطني، لكن نشوء أقسام الطب العصبي الوعائي والطب العصبي التدخلي خلق طلبا لأطباء متخصصين في الجلطات. إنشاء مراكز للجلطات الدماغية معتمدة من قبل اللجنة المشتركة المعنية باعتماد منظمات الرعاية الصحية JCAHO قد رفع من دور أطباء الأعصاب في العناية بالجلطات في العديد من المستشفيات الأولية والثانوية. بعض حالات الأمراض المعدية العصبية تعالج من قبل أخصائيي الأمراض المعدية. معظم حالات الصداع تشخص وتعالج أساسا بواسطة الأطباء العامّين؛ على الأقل الحالات الأقل حدة. وبالمثل؛ معظم حالات عرق النسا والأمراض المشابهة تُعالج بواسطة الأطباء العامّين، برغم أنهم قد يحولون إلى طبيب الأعصاب أو الجراح أحيانا (جراحي العظام أو الأعصاب). اضطرابات النوم أيضا قد تُعالج بواسطة أخصائيي الجهاز التنفسي أو اخصائيي الأمراض النفسية. الشلل الدماغي يعالج مبدئيا بواسطة أطباء الأطفال، لكن قد تنقل العناية بهؤلاء المرضى إلى طبيب الأعصاب بعد بلوغهم سنا معينا. في المملكة المتحدة ودول أخرى؛ تعالج العديد من الحالات التي تصيب المرضى المسنين مثل اضطرابات الحركة كالشلل الرعاش، الجلطات الدماغية، العته، أو اضطرابات المشي بواسطة أخصائيي طب الشيخوخة. يستدعى غالبا أطباء علم النفس العصبي السريري لتقييم العلاقة بين الدماغ والسلوك لغرض المساعدة في التشخيص التفريقي، تخطيط إستراتيجية إعادة التأهيل، توثيق القدرات المعرفية، وقياس التغير عبر فترة من الزمن (مثلا للتعرف على التقدم بالسن الغير طبيعي أو تعقب تقدم حالة الخرف).

### العلاقة مع الفيزيولوجية العصبية السريرية
في بعض البلدان مثل الولايات المتحدة وألمانيا، قد يشتغل طبيب المخ والأعصاب بالتخصص الفرعي في الفيزيولوجيا العصبية السريرية، وهو المجال المسؤول عن تخطيط أمواج الدماغ والمراقبة العصبية الفيزيولوجية أثناء العمليات، كما قد يشتغل بالتخصص الفرعي طب التشخيص الإلكتروني دراسة توصيل العصب، تخطيط كهربائية العضل، الجهد المستثار. وفي بلدان أخرى (مثل المملكة المتحدة، السويد) يعد هذا اختصاصاً مستقلاً.

### التداخل مع الطب النفسي
رغم الإعتقاد بأن الأمراض العقلية اضطرابات عصبية نوعاً ما تؤثر على الجهاز العصبي المركزي، إلا أنها تصنف تقليدياً بشكل مستقل وتعالج من قبل الأطباء النفسيين. في مقال منشور عام 2002 بالمجلة الأمريكية للطب النفسي، كتب د. جوزيف ب مارتن - عميد كلية الطب بهارفارد وطبيب أعصاب- : " الفصل بين الفئتين اعتباطي؛ وهو متأثر على الأغلب بمعتقدات عوضاً عن ملاحظات علمية مثبتة". وحقيقة أن الدماغ والعقل واحد؛ تجعل هذا الفصل مصطنعا على أية حال" بكلمات أخرى؛ يتغير العقل بتغيُّر البنية المادية للدماغ، وتغيّرات البنية المادية للدماغ، تحصل في العقل. يمكن وصف كلا من الدماغ والعقل بأنهما يستندان إلى العالم المادي، لكن شرح العقل أو المرض العقلي بمصطلحات مادية بحتة قد لا يكون مناسباً أو نافعاً على الدوام.

كثيرا ما يكون للأمراض العصبية أعراض نفسية؛ مثل اكتئاب ما بعد السكتة الدماغية، الاكتئاب والخرف المصاحبين لمرض باركنسون، اضطرابات المزاج والإدراك في الزهايمر ومرض هنتغتون، وهذا غيض من فيض. ولذلك، لا يوجد تمييز حاد بين طب الأعصاب والطب النفسي على المستوى الحيوي. هيمنة نظرية التحليل النفسي في الأرباع الثلاث الأولى من القرن العشرين، قد استبدلت إلى حد كبير بالتركيز على الصيدلة والأدوية. ورغم الانتقال إلى نموذج طبي؛ لم تتقدم علوم الأعصاب بعد إلى الدرجة التي يمكن للعلماء أو الأطباء الإشارة بواسطتها إلى آفة مرضية أو شذوذ جيني سهل التمييز، واللذان ينبئان وحدهما عن مرض عقلي معين.

## طب الأعصاب التجميلي / التكميلي
الحقل الناشيء - علم الأعصاب التجميلي- يبرز قدرة العلاج على تحسين الفعالية في بيئة العمل، التركيز في المدرسة، والسعادة بمجمل في حياة الأفراد. على الرغم من ذلك، هذا الحقل أثار أسئلة عن أخلاقيات علم الأعصاب وتركيبة الأدوية المستخدمة في نمط الحياة المعتاد.